# 조용한 방
"조용한 방"은 1982년에 개봉한 대한민국의 영화이다.

## 캐스팅
- 정세희
- 윤일봉
- 이대근
- 이일웅
- 박상숙
- 이종민
- 김기종
- 최석